# استرادلا
استرادلا (به ایتالیایی: Stradella) یک کومونه در ایتالیا است که در استان پاویا واقع شده‌است. استرادلا ۱۸٫۷۷ کیلومتر مربع مساحت و ۱۰٬۹۲۲ نفر جمعیت دارد و ۱۰۱ متر بالاتر از سطح دریا واقع شده‌است.